# Шума-Горат
Шума-Горат (англ. Shuma-Gorath) — вымышленный персонаж, появляющийся в комиксах издательства Marvel Comics. Впервые упоминается в рассказе писателя Роберта Ирвина Говарда.

## История публикаций
Впервые Шума-Горат был упомянут в рассказе Роберта Ирвина Говарда «Проклятие золотого черепа» в сборнике The Howard Collector #9 (Весна, 1967 года), где фигурировал персонаж Кулл. Умирающий маг по имени Ротат обратился к «железным книгам Шума-Гората» в поисках проклятия против человечества. В качестве персонажа Marvel его первое появление состоялось в Marvel Premiere #10 (сентябрь 1973), где он был создан Стивом Энглхартом и Фрэнком Бруннером.
Heroic Signatures владеет правами на имя Шума-Горат из-за присутствия персонажа в рассказе Говарда, наряду с дополнительными элементами, связанными с мифами о Конане-варваре и Кулле из Атлантиды.

## Биография
Во время пред-истории Земли Шума-Горат правил миром и требовал человеческих жертвоприношений до тех пор, пока в конце концов не был изгнан чародейским колдуном Сизе-Негом. Сущность, в конечном счете, возвращается в течение Хайборийского века, но заточена в гору силой бога Крома. Шума-Горат продолжает оказывать влияние на Землю, пока Кром его не возвращает в его домашнее измерение.
Когда субъект пытается вернуться на Землю через разум Древнего, его ученик Доктор Стрэндж вынужден убить его, чтобы предотвратить это. Спустя годы, Стрэндж сражается с Шума-Горатом в его домашнем измерении, и хотя он его побеждает, он постепенно становится новой версией Сущности. Стрэндж совершает самоубийство, дабы предотвратить эту трансформацию и воскресает союзник. Волшебник Николас Скретч вызывает Сущность на Землю, но его оттесняют совместные усилия Доктора Стрэнджа, Фантастической четвёрки, Семьи Салема и злодея Дьябло.
В конечном итоге Шума-Горат является одним из четырёх бессмертных сверхмерных «многоугольных», направляющих метафизическое вторжение из измерения, называемого «Кенсерверес». Пытаясь уничтожить Смерть, Сущность и её союзники становятся инертными концептуальной формой Смерти и впоследствии попадают в заблуждение, когда они разрушаются. Шума-Горат впоследствии выживает и снова пытается вторгнуться на Землю, но отталкивается командой супергероев Мстителей с Копьем Лонгина.
Во время сюжетной линии Fear Itself в 2011 году Шума-Горат входит в число демонов, чтобы встретиться с Адвокатом Дьявола, чтобы обсудить угрозу змея и что это значит для них.
Во время сюжета Infinity 2013 года слуга Таноса Эбони Мо манипулирует Доктором Стрэнджем вызывая Шума-Гората на улицы Нью-Йорка. Существо встречается Люком Кейджем и его новой командой Мстителей. Синий Марвел прибывает на место битвы и летит через голову Шума-Гората, уничтожая его физическое тело. Астральное тело Шума-Гората овладевает толпой людей в Нью-Йорке и пытается воссоздать себя на Земле. Он ослаблен мистическими атаками Силача и Белой Тигрицы и наконец его изгнала Моника Рамбо, которая проникает в глаза Шума-Гората как луч света и рассеивает сущность изнутри.
Когда Доктор Стрэндж применил мощную магию для восстановления всего Лас-Вегаса, в магическом пространстве открылась брешь, через которую владыки разных Преисподней - Мефисто, Дормамму, Шума-Горат и Ночной Кошмар - отправились в Некро-Измерение, где сразились, чтобы решить, кто из них воспользуется открывшейся возможностью атаковать Землю. Мефисто одержал верх и запер прочих владык в Некро-Измерении. Позже Шума-Горат сражался со Стрэнджем и несколькими другими Мстителями, которые временно оказались заперты в Некро-Измерении.

## Силы и способности
Шума-Горат — древняя сила хаоса, бессмертный, практически непобедимый и богоподобный правитель сотен альтернативных вселенных, обладающий такими способностями как: создание энергетических проекций, деформация, телепортация, левитация, изменение реальности и симпатическая магия среди многих других сил. Он описывается как куда более могущественный, чем другие демонические существа, такие как Сатаниш и Мефисто, и способен мгновенно уничтожать несколько галактик.

## Вне комиксов

### Кино
Существо, основанное на Шума-Горате, переименованное в Гаргантоса в честь другого зелёного одноглазого монстра-осьминога из комикса Sub-Mariner из-за проблем с авторскими правами, появляется в фильме «Доктор Стрэндж: В мультивселенной безумия» (2022), действие которого разворачивается в рамках медиафраншизы «Кинематографическая вселенная Marvel» (КВМ). Гаргантос был создан Вандой Максимофф, чтобы захватить Америку Чавес, однако монстр был повержен в бою с Доктором Стрэнджем.

### Видеоигры
- Шума-Горат является играбельным персонажем файтинга Marvel Super Heroes, озвученный Фрэнком Перри[17].
- Фрэнк Перри повторил роль Шума-Гората в файтинге Marvel Super Heroes vs. Street Fighter[18].
- Шума-Горат появляется в файтинге Marvel vs. Capcom 2: New Age of Heroes, вновь озвученный Фрэнком Перри.
- Шума-Горат доступен в качестве играбельного персонажа через загружаемый контент в играх Marvel vs. Capcom 3: Fate of Two Worlds и Ultimate Marvel vs. Capcom 3, где его озвучил Пол Добсон[19][20][21].
- Шума Горат появляется в виртуальном пинболе Doctor Strange для Pinball FX 2[22].